# Droga wojewódzka 911
Die Droga wojewódzka 911 (DW 911) ist eine neun Kilometer lange Droga wojewódzka (Woiwodschaftsstraße) in der polnischen Woiwodschaft Schlesien, die Bytom mit Świerklaniec verbindet. Die Strecke liegt in der kreisfreien Stadt Bytom, in der kreisfreien Stadt Piekary Śląskie und im Powiat Tarnogórski.

## Streckenverlauf
Woiwodschaft Schlesien, Kreisfreie Stadt Bytom
-  Bytom (Beuthen O.S.) (A 1, DK 11, DK 78, DK 79, DK 88, DK 94, DW 925)

Woiwodschaft Schlesien, Kreisfreie Stadt Piekary Śląskie
-  Piekary Śląskie (Deutsch Piekar) (A 1, DK 94)

Woiwodschaft Schlesien, Powiat Tarnogórski
- Radzionków (Radzionkau)
- Orzech (Orzech)
-  Świerklaniec (Neudeck) (DK 78, DW 912)